# Esogenesi
In esobiologia, l'esogenesi è l'ipotesi secondo cui l'origine della vita è avvenuta da qualche parte nell'universo, e solo in un secondo momento ha raggiunto la Terra. Si tratta di un'ipotesi meno estrema della panspermia; questo secondo termine, tuttavia, è più conosciuto e pertanto è spesso usato, meno propriamente, in luogo di exogenesi.

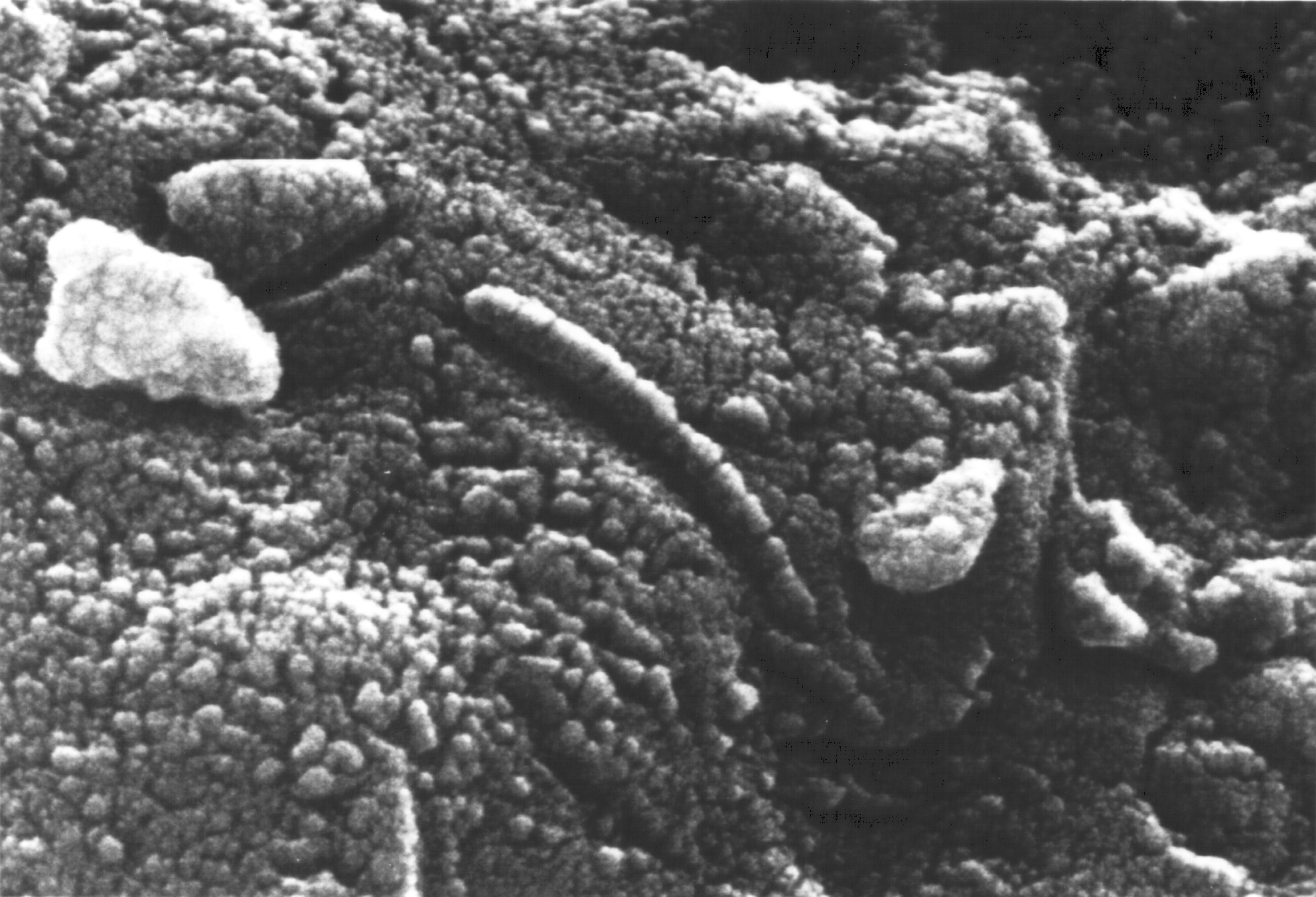
Meteorite marziano ALH84001 mostra formazioni microscopiche che possono essere state create dalla vita, ma poi si è scoperto che si tratta di un'illusione ottica e che queste tracce sono i risultati di processi chimici.

 Nelle comete si è potuto osservare che sono presenti composti organici alquanto complessi ed amminoacidi sono stati ritrovati nelle meteoriti; perciò è logico pensare che i componenti base per la formazione della vita si siano formati fuori della Terra (consegna esogena) e qui arrivati, e pertanto, portando all'estremo questo ragionamento, si può dire che la vita potrebbe essersi sviluppata addirittura nello spazio interstellare, e da qui essere giunta fino al nostro pianeta; a suffragio di ciò esiste il fatto che sono state fatte osservazioni nell'IR che hanno portato a scoprire  nei grani di polvere interstellare la presenza di composti chimici complessi.
Ma una versione più leggera di tale ipotesi è l'esogenesi la quale afferma che la vita sulla Terra potrebbe essersi formata altrove, in un altro pianeta o corpo celeste simile che abbia avuto uno sviluppo parallelo al nostro; per esempio Marte se le condizioni primordiali fossero state idonee a dare la spinta affinché ciò avvenisse.
Comunque non c'è nulla che supporti la tesi dell'esogenesi, essa rimane solamente un'ipotesi e per ora resterà tale, anche perché non si conoscono i tempi, le strutture ed i modi necessari che occorrono a far sì che la vita fiorisca in tempi brevi appena dopo il cessato bombardamento che segna la fine della formazione di un corpo celeste; e se essi fossero oltremodo lunghi l'idea della panspermia avrebbe più valore e la vita più plausibilmente sarebbe arrivata dallo spazio interstellare.